# Habibti min elskede
Habibti min elskede er en dansk kortfilm fra 2002, der er instrueret af Pernille Fischer Christensen efter manuskript af hende selv og Jamile Massalkhi.

## Handling
Den medicinstuderende Zahra lever et omhyggeligt arrangeret dobbeltliv mellem sin muslimske familie og sin danske kæreste Mads. Da Zahra bliver gravid, afsløres hendes forhold til Mads, og hun forstødes af sin elskede far. Zahra indleder nu en mareridtsagtig kamp for at opnå faderens tilgivelse. Men hvor langt vil Zahra gå, og hvor meget skal hun miste, før hun er i stand til træffe et valg på trods af omverdenens pres?

## Medvirkende
- Nadja Hawwa Vissing - Zahra
- Ahmed H. Temsamani - Baba
- Kristian Ibler - Mads
- Ansar Yawar - Kamal
- Zia Mouna - Nabokone
- Nis Fischer Christensen - Kamals ven
- Mohammed Ennoual - Kamals ven
- Sharfia Khan - Studerende med tørklæde
- Jamile Massalkhi Rudolf - Studerende med tørklæde